# Нікельхарпа
Нікельхарпа, нікеліга (нікельарфа, нюкельхарпа, швед. nyckelharpa, nyckelgiga) — шведський народний смичковий музичний інструмент, що має декілька модифікацій, оскільки розвивався більше шестиста років. Сама назва «Нікельхарпа» походить від двох слів: «nyckel» — клавіша, «harpa» — струнний інструмент, подібний до гітари або скрипки.

## Історія
Nyckelharpan — один з традиційних інструментів Швеції. Найпершою ілюстрацією нікельхарпи вважається зображення двох музикантів, що грають на цьому інструменті, у церкві Щелюнге (Kallunge) на острові Готланд і датується приблизно 1350 роком. У двох німецьких словниках з 1529 року і 1620 року також ще згадується нікельхарпа. Інші старі зображення доступні в данському і шведському церковному мистецтві приблизно датовані 1460–1525 і 1565 роками. У Норвегії також була знайдено нікельхарпу.

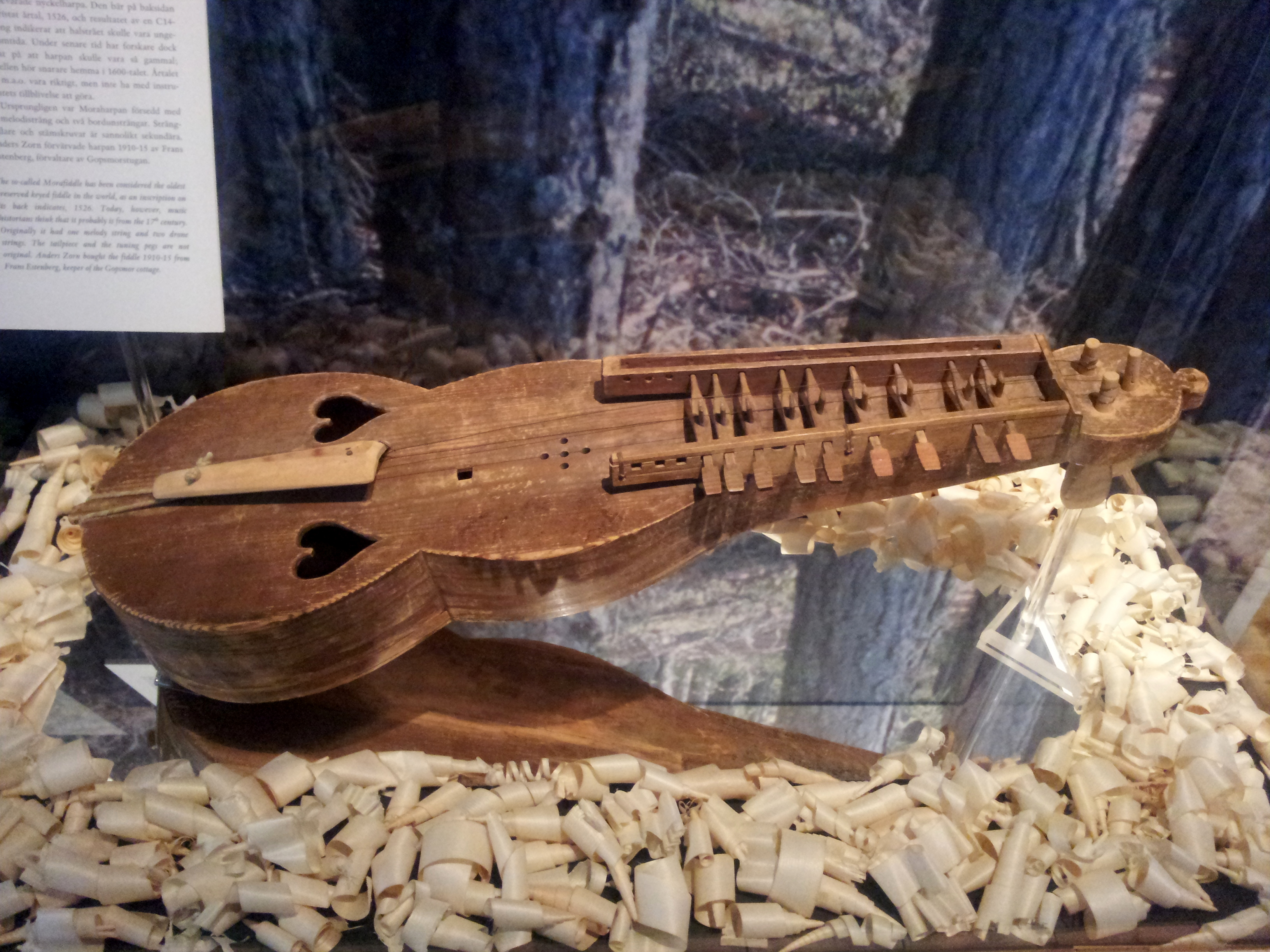
Морахарпа

З XVI століття про нікельхарпу вже було добре відомо на території від півночі Швеції, до Данії і південних кордонів Німеччини. У XVII і XVIII століттях інструмент також існував у Фінляндії (відома під назвою «avainviulu») і Норвегії, але зовсім зник з південної Швеції. Карл Беллман також згадує цей інструмент в Стокгольмі, наприкінці XVIII століття.
Шведський дослідник Олаф Рудбек (1630–1702) описує ніккельхарпу як один з тих інструментів, які були відомі ще «в давні часи»: «Наші батьки в більшості вміли грати на арфах [сутехарпах (лонгхарпах) і ніккельігах] на честь Бальдура в його храмі».
Найстаршою формою нікельхарпи, як стверджують вчені, була Морахарпа, яка датується 1526 року та зберігається в музеї Мори, Швеція.

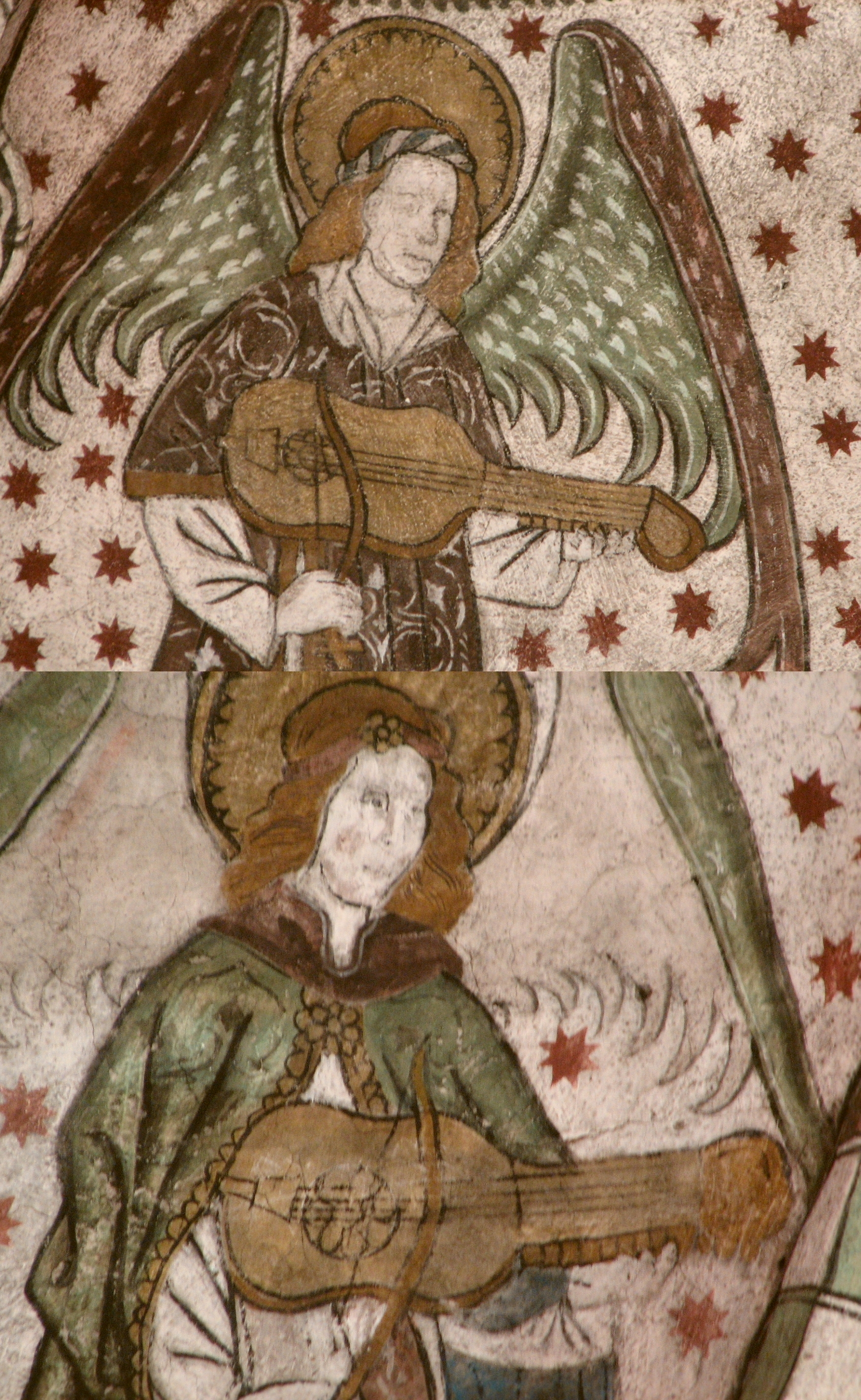
Зображення ангелів у церкві Толфта, бл.1490 р.

## Інструмент та звучання
Клавіші затискають струни на потрібній відстані, щоб задати потрібну ноту. Для видобування звуку використовують смичок. Характерні звуки нікельхарпи можна охарактеризувати як струнний резонанс. Інструмент звисає подібно гітарі, а смичок рухається вертикально плечу музиканта. Нікельхарпа створена повністю з дерева та має металеві струни.
Музикант використовує короткий смичок правою рукою, затискаючи клавіші лівою.
Як і у колісної ліри, в основу нікельхарпи покладено об'єднаний в клавіатуру (швед. Lek, англ. Key box) і розташований під струнами ряд дерев'яних клавіш з виступами — тангенту (латин. Tangens — дотичний). Тангенти (швед. Löv) представляють собою кулачки спеціальної форми, які встановлені перпендикулярно клавішам і розташовуються поруч зі струнами на невеликій відстані від них. При натисканні на клавішу тангент притискається своєї загостреною кромкою до струни, і подібно ладу, вкорочує довжину її коливальної (звукової) частини, тим самим змінюючи висоту тону. Відстані між точками дотику ігрових струн з тангенту визначають лад (або звукоряд) інструменту.
Дуже важливою особливістю пристрою тангентної клавіатури нікельхарпи є можливість точного настроювання тону звучання кожної ноти у всьому діапазоні інструменту. Тангенти встановлені в клавішах так, що положення їх робочих точок контакту зі струною (а в підсумку — довжина її коливається частини), може бути змінено в невеликих межах при налаштуванні інструменту і згодом зафіксовано в залежності від мензури кожної ігрової струни.
Сучасна хроматична нікельхарпа має 3 ряди тангенту і, відповідно, 3 ігрові (або мелодійні) струни (a1, c1, g), одну струну (С) бурдонну (або монотонну) і 12 резонансних струн, налаштованих на ноти чистої октави (починаючи від першого ігрового, в порядку: f, a #, e, f #, c, g, d, a, d #, b, c #, g #). Резонансні струни розподілені наступним чином: 3 між першою і другою ігровими струнами, 3 між другою і третьою ігровими струнами і 6 між тертьою ігровою і бурдонною струнами. Підставка під струни і пази для струн в ній зроблені так, що резонансні струни розташовуються нижче ігрових і смичок витягує звуки тільки з чотирьох струн, не зачіпаючи резонансні. Тому, при виконанні на нікельхарпі будь-якої мелодії, одна або кілька резонансних струн обов'язково дають відповідну вібрацію.

## Сучасність
У другій половині XX століття популярність інструменту в Швеції помітно збільшилася. Символічно, що найближча «родичка» хроматичної нікельхарпи — silverbasharpa (срібна арфа) і її тональний діапазон, зображені на зворотному боці шведської банкноти номіналом 50 крон, а діатонічна нікельхарпа і її тональний діапазон — на шведській поштовій марці. У цій країні регулярно проводяться фестивалі любителів гри на нікельхарпі, і інструмент по праву є одним із символів національної культурної традиції.
Багато сучасних гуртів прагнуть відродити середньовічну музику своїх предків, тому використовують безліч автентичних інструментів, серед яких є і нікельхарпа. Зокрема, у своїх роботах її використовують такі виконавці:
- Fejd
- Richi Blackmoor
- Myrkur
- Hedningarna
- Nordman
- Hyperborea
- Dråm
- Huldrelokkk
- Heilung
- Avesta Spelmanslag
- Bazar Blå
- Fomp
- Chorus
- Groupa
- Swåp
- Väsen
- Wallin & Wallin